# Богомолов, Игорь Михайлович
Игорь Михайлович Богомолов (1924, Красные Ткачи, Ярославская губерния — 1987, Ленинград) — советский футболист, полузащитник. Мастер спорта СССР. Тренер.
Родился в 1924 году в Красных Ткачах (ныне — в Ярославском районе Ярославской области).
Выступал за ленинградские команды «Динамо» (1946—1953) и «Трудовые резервы» (1954—1957). В своём дебютном матче чемпионата СССР 13 августа 1946 года против «Зенита» (2:3) вышел на замену на 38 минуте и на 77 минуте установил окончательный счёт. Всего в чемпионате в 1946—1956 годах сыграл 84 матча, забил два гола.
Окончил школу тренеров при ГОЛИФК имени Лесгафта. Тренировал команды различных возрастов «Динамо» и «Скорохода».